# Горбачёва, Юлия Борисовна
Юлия Борисовна Горбачёва (эст. Julia Gorbatšjova, 21 июня 1974, Таллин — 25 ноября 2004, Таллин) — констебль кинологической службы подразделения быстрого реагирования отдела охраны правопорядка Пыхьяской префектуры полиции Эстонии, первая погибшая при исполнении служебных обязанностей женщина-полицейский в Эстонии после восстановления независимости страны.

## Биография
Юлия Горбачёва родилась 21 июня 1974 года в Таллине. В 1991 году окончила Таллинскую 40-ю среднюю школу, в 2001 году — Эстонскую сельскохозяйственную академию по специальности ветеринария. В 1992—1993 годах работала кинологом в питомнике полицейских собак Государственного департамента полиции Эстонской Республики, в 1997—2004 годах — продавщицей в магазине товаров для домашних животных.
Работу в полиции возобновила в апреле 2004 года. Коллеги помнят её как доброго человека и добросовестного работника. Юлия любила животных и увлекалась спортом, её любимыми занятиями были верховая езда и катание на лыжах.

## Гибель
25 ноября 2004 года в 2:48 к дому номер 43 по улице Ыйсмяэ женщина вызвала полицию, сообщив о самовольно вторгшемся в её квартиру через балкон мужчине и его угрозах. Как выяснилось позже, злоумышленником оказался 50-летний Евгений Ивашкевич, сантехник по профессии, ранее наказывавшийся за хулиганство и уголовно наказуемые проступки. Он был взбешён отказом этой женщины продолжать с ним близкие отношения.
Когда первый патруль прибыл на место и полицейские поднялись на четвёртый этаж, им навстречу выбежала женщина, предупредившая их, что злоумышленник вооружён. Вошедшему в квартиру полицейскому Ивашкевич крикнул, что «размажет его по стенам». Тогда же полицейский между распахнутыми полами куртки Ивашкевича заметил взрывное устройство на поясе. Полицейский предпочёл выйти и запереть Ивашкевича в квартире, но, поскольку женщина сообщила, что в квартире находится ещё один человек, полицейские повторно вошли в помещение, чтобы вывести его. Ивашкевич, как будто успокоившись, также вышел из квартиры и стал спускаться с полицейскими вниз по лестнице, а затем выбежал на улицу. Полицейские бросились за ним, но тому удалось скрыться в темноте.
Тем временем полицейские вызвали на помощь второй патруль, сообщив, что у преступника есть взрывчатка. Эльмар Вахер, в будущем генеральный директор Департамента полиции и погранохраны, прибыл на место происшествия в качестве переговорщика, но до переговоров дело не дошло. Вторая патрульная машина — полицейский микроавтобус — остановилась на углу дома по адресу ул. Ыйсмяэ 23. Именно она преградила путь преступнику. В машине находились кинолог Юлия Горбачева с полицейской служебной собакой и напарник Горбачёвой, 39-летний Райго. Ивашкевич стоял у стены дома, с трёх сторон окружённый полицейскими. Руки у него были в карманах, поэтому у полиции не было причин стрелять. Неожиданно Ивашкевич добежал до микроавтобуса и запрыгнул внутрь со стороны, где сидела Юлия. Он схватил её за шею и крикнул: «Поехали или взлетим!». Райго выбежал из машины и, обежав её вокруг, начал вытаскивать из неё Ивашкевича. В этот момент к ним подъехал первый патруль и подбежали дорожные полицейские. Позже Райго вспоминал, что, когда он тащил Ивашкевича, пояс преступника застрял за ручным тормозом, и он потянул за него. Прогремел взрыв. На часах было 3:22. Ивашкевича разорвало на куски. Взрывная волна отбросила Райго на два десятка метров и ударила о сосну. Райго получил сверхтяжёлые ранения и месяц пробыл в коме; его спас бронежилет. На месте происшествия погибла служебная собака. Двое других находившихся возле машины полицейских получили тяжёлые ранения, ещё несколько полицейских получили лёгкие ранения.
Мощность взорвавшейся бомбы была оценена экспертами примерно в килограмм тротилового эквивалента.
Юлия Горбачёва скончалась в машине скорой помощи по пути в больницу. Похоронена на таллинском кладбище Лийва.
Погибшей полицейской служебной овчарке по кличке Брайан эстонское государство установило каменный памятный знак на кладбище домашних животных в Йыэляхтме, недалеко от Таллина.
Родители Юлии Горбачёвой, Галина и Борис (1934—2020) Горбачёвы, получили от эстонского государства денежную компенсацию в размере 1,2 млн крон (зарплата Юлии за 10 лет работы).

## Награды
Посмертно награждена Крестом полиции «За заслуги» I класса (эст. Politsei Teeneterist I klassi).